# Kannur (Distrikt)
Der Distrikt Kannur (Malayalam: കണ്ണൂർ ജില്ല, früher Cannanore) ist ein Distrikt im südindischen Bundesstaat Kerala. Verwaltungssitz ist die namensgebende Stadt Kannur.

## Geografie

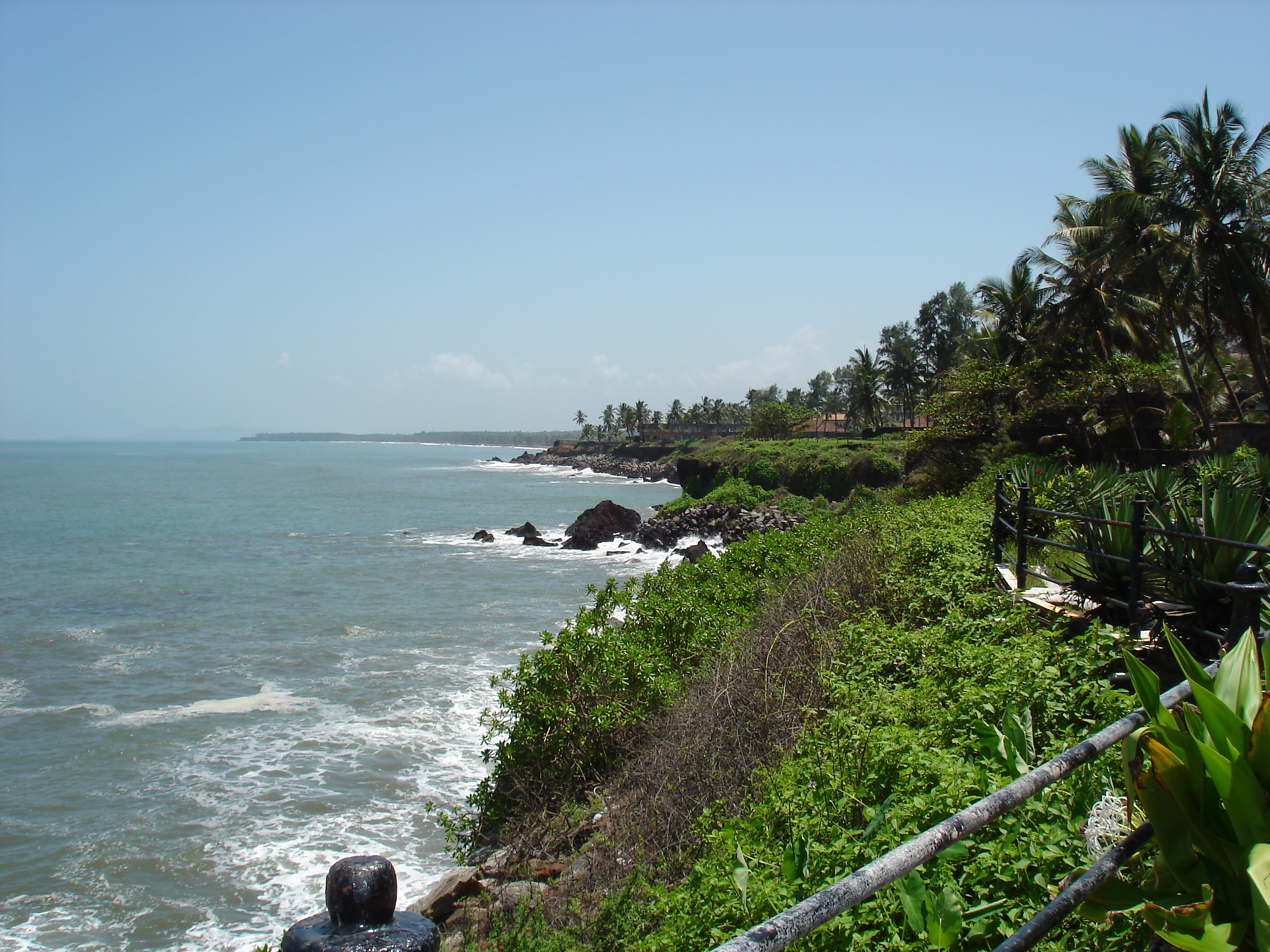
Küste des Arabischen Meeres im Distrikt Kannur

Der Distrikt Kannur liegt an der Malabarküste im Norden Keralas. Er grenzt im Westen an das Arabische Meer, im Norden an den Distrikt Kasaragod, im Nordosten an Nachbarbundesstaat Karnataka (Distrikt Kodagu), im Südosten an den Distrikt Wayanad sowie im Süden an den Distrikt Kozhikode. Die zum Unionsterritorium Puducherry gehörige Exklave Mahé wird gänzlich vom Gebiet des Distrikts Kannur umschlossen. Der Distrikt Kannur hat eine Fläche von 2.961 Quadratkilometern und erstreckt sich von der Meeresküste bis hin zu den Bergen der Westghats.
Der Distrikt Kannur ist in die drei Taluks Taliparamba, Kannur und Thalassery unterteilt.

## Geschichte

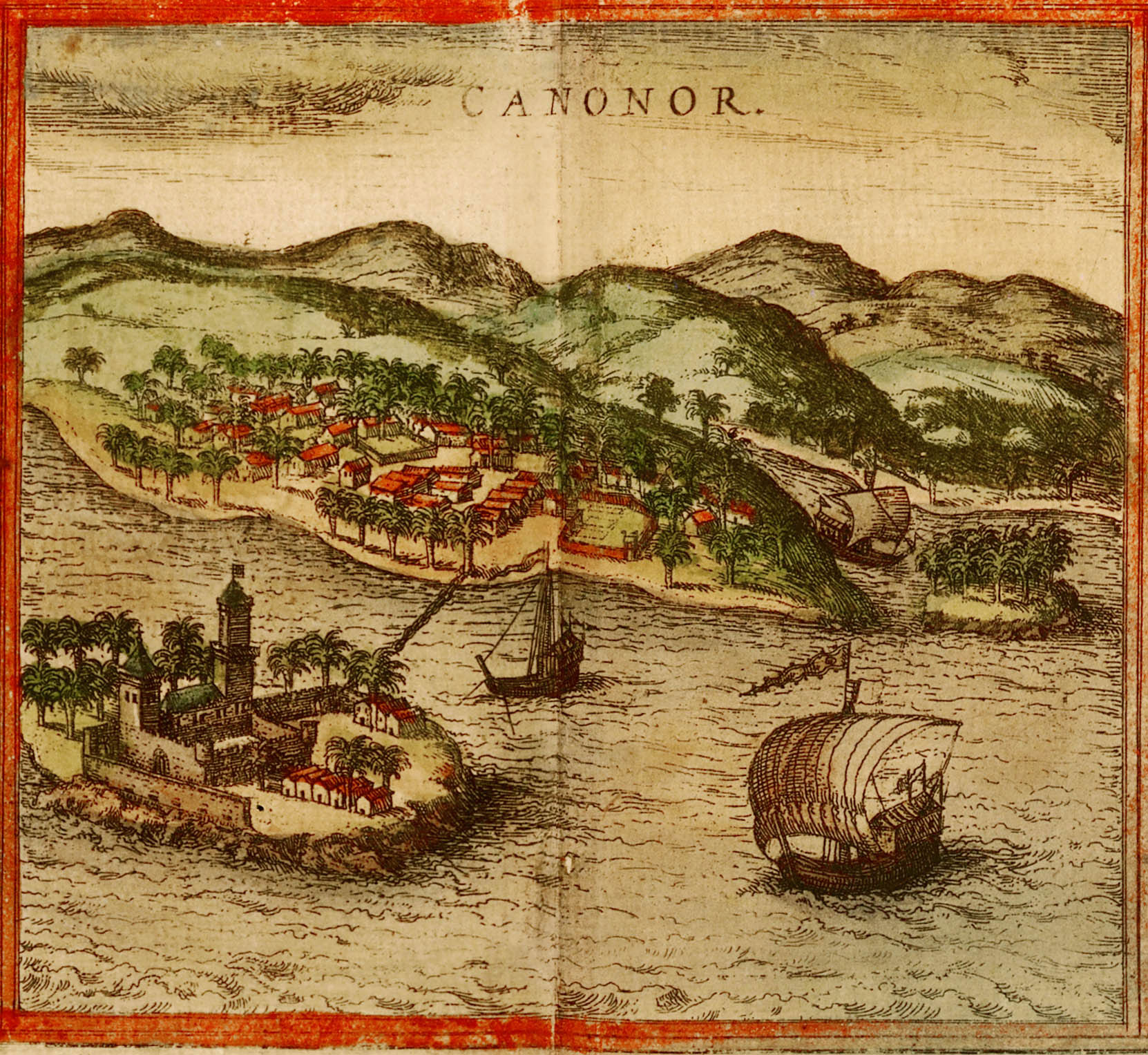
Darstellung Kannurs aus dem 17. Jh.

Die Malabarküste und ihre Bewohner wurden bereits seit der Antike durch Autoren wie Plinius den Älteren (23–79), im Periplus Maris Erythraei (1. Jahrhundert), Ptolemäus (um 150), Xuanzang (7. Jahrhundert), persisch-arabische Händler wie Ibn Chordadhbeh (812–912) und Sulaiman al-Tajir (um 85), Marco Polo (13. Jahrhundert) und Ibn Battūta (14. Jahrhundert) beschrieben.
Die Gegend des heutigen Distrikts Kannur stand früh unter dem Einfluss europäischer Kolonialmächte: Ab dem Anfang des 16. Jahrhunderts wurde die Stadt Kannur zu einem der ersten Stützpunkte der Portugiesen in Indien. Im Jahr 1663 kam Kannur dann unter niederländische Herrschaft. Die Briten setzten sich indes 1682 in Thalassery (Tellicherry) fest, während die Franzosen im südlich angrenzenden Mahé einen Stützpunkt unterhielten. Als Ergebnis der Mysore-Kriege wurde das gesamte Gebiet des heutigen Distrikts 1792 zu einem Teil Britisch-Indiens und wurde als Teil des am 21. Mai 1800 eingerichteten Distrikts Malabar in die Präsidentschaft Madras eingegliedert.
Nach der indischen Unabhängigkeit wurde 1956 der Bundesstaat Kerala im Zuge des States Reorganisation Act nach den Sprachgrenzen des Malayalam aus dem Distrikt Malabar und der Föderation Travancore-Cochin gebildet. Dabei wurde am 1. Januar 1957 aus den nördlichen Teilen des ehemaligen Distrikts Malabar der Distrikt Kannur gebildet. Zugleich kam das nördlich angrenzende Gebiet um die Stadt Kasaragod, das zuvor zum Distrikt South Kanara (Dakshina Kannada) gehört hatte, zu Kerala und wurde dem Distrikt Kannur angegliedert. 1984 wurde dieses Gebiet wieder als eigenständiger Distrikt Kasaragod aus dem Distrikt Kannur gelöst.

## Bevölkerung

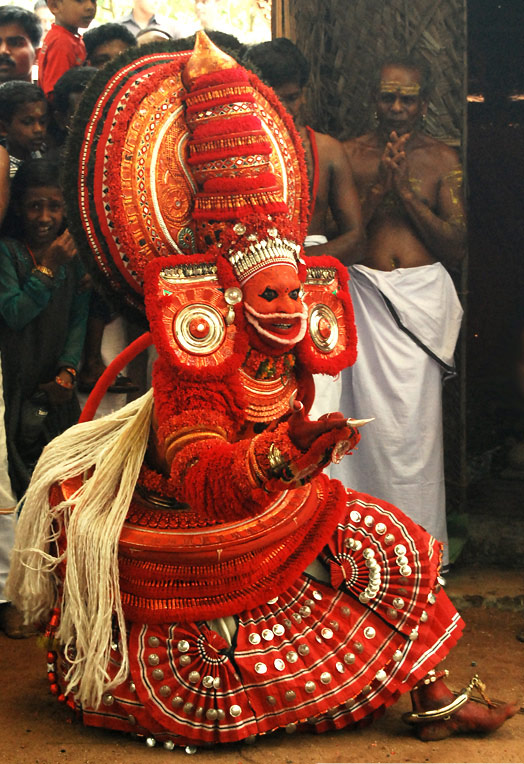
Theyyam-Tänzer bei einem Auftritt in Payyannur

Bei der Volkszählung 2011 hatte der Distrikt Kannur 2.523.003 Einwohner. Zwischen 2001 und 2011 wuchs die Einwohnerzahl um 4,8 Prozent. Die Wachstumsrate entsprach damit Mittelwert Keralas (4,9 Prozent). Auch die Bevölkerungsdichte lag mit 852 Einwohnern pro Quadratkilometer nahe am Durchschnitt des Bundesstaates (859 Einwohner pro Quadratkilometer). 65,0 Prozent der Einwohner des Distrikts Kannur lebten in Städten. Der Urbanisierungsgrad war damit deutlich höher als im Mittelwert Keralas (47,7 Prozent). Die Alphabetisierungsquote lag mit 95,1 Prozent etwas über dem ohnehin schon hohen Durchschnitt Keralas von 94,0 Prozent.
Hindus stellten nach der Volkszählung 2011 mit 59,8 Prozent die Mehrheit der Einwohner des Distrikts Kannur. Zum Islam bekannten sich 29,4 Prozent der Bevölkerung, Christen machten 10,4 Prozent aus.

## Städte
| Stadt             | Einwohner (2001) |
| ----------------- | ---------------- |
| Ancharakandy      | 21.882           |
| Azhikode North    | 22.001           |
| Azhikode South    | 23.948           |
| Chala             | 15.530           |
| Chelora           | 19.566           |
| Cheruthazham      | 26.240           |
| Chirakkal         | 43.290           |
| Chockli           | 31.779           |
| Dharmadom         | 29.169           |
| Elayavoor         | 31.545           |
| Eranholi          | 24.610           |
| Iriveri           | 15.672           |
| Kadachira         | 17.438           |
| Kadirur           | 28.989           |
| Kalliasseri       | 28.066           |
| Kanhirode         | 13.954           |
| Kannadiparamba    | 12.656           |
| Kannapuram        | 18.568           |
| Kannur            | 63.795           |
| Kannur Cantonment | 4.699            |
| Koothuparamba     | 29.532           |
| Kottayam-Malabar  | 17.500           |
| Mattannur         | 44.317           |
| Mavilayi          | 11.953           |
| Munderi           | 19.478           |
| Muzhappilangad    | 21.905           |
| Narath            | 12.553           |
| New Mahe          | 11.230           |
| Paduvilayi        | 19.167           |
| Pallikkunnu       | 26.963           |
| Panniyannur       | 20.860           |
| Panoor            | 16.288           |
| Pappinisseri      | 33.266           |
| Pathiriyad        | 16.608           |
| Pattiyom          | 19.948           |
| Payyannur         | 68.711           |
| Peralasseri       | 15.818           |
| Peringathur       | 42.079           |
| Pinarayi          | 15.828           |
| Puzhathi          | 33.470           |
| Taliparamba       | 67.441           |
| Thalassery        | 99.386           |
| Thottada          | 36.357           |
| Valapattanam      | 8.369            |
| Varam             | 14.739           |